# Schildklierhormonen

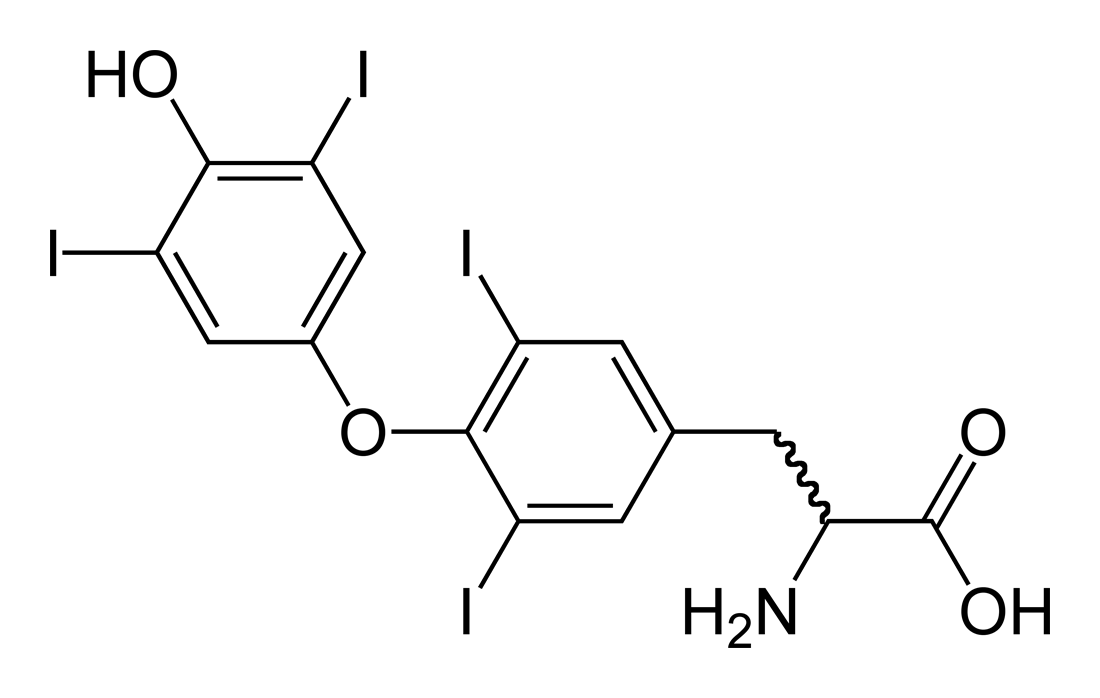
Thyroxine (T_{4})

Tri-jodothyronine (T_{3})

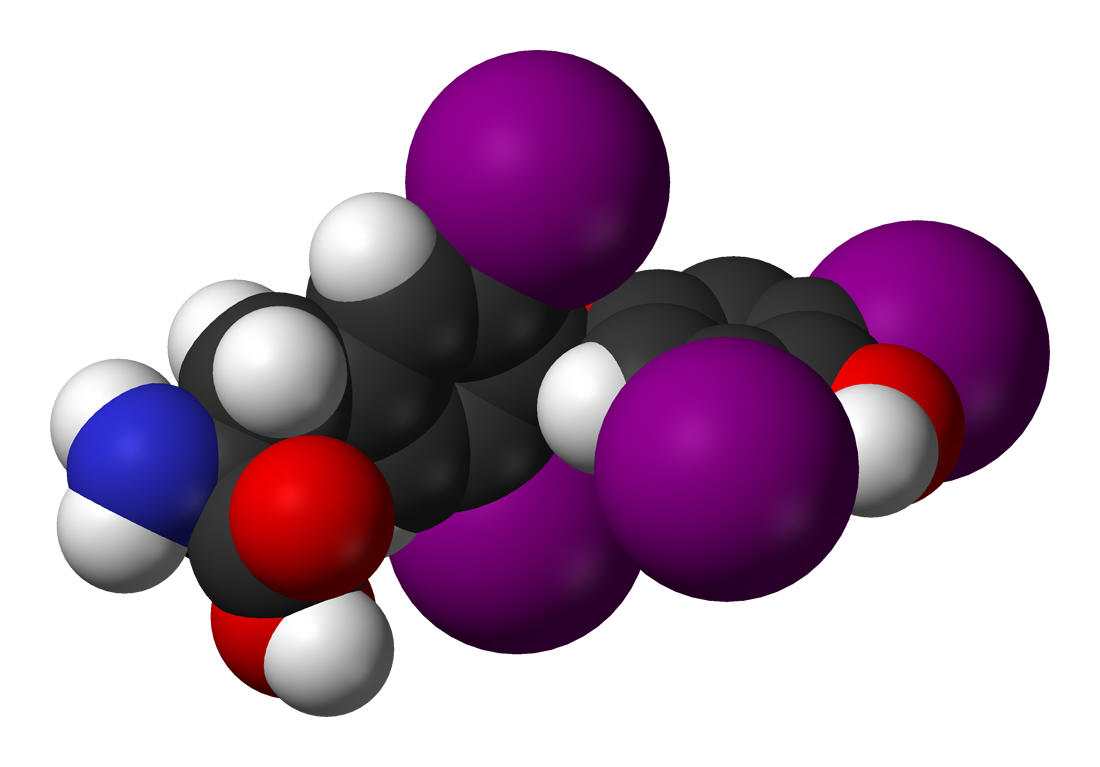
Thyroxine, T_{4}

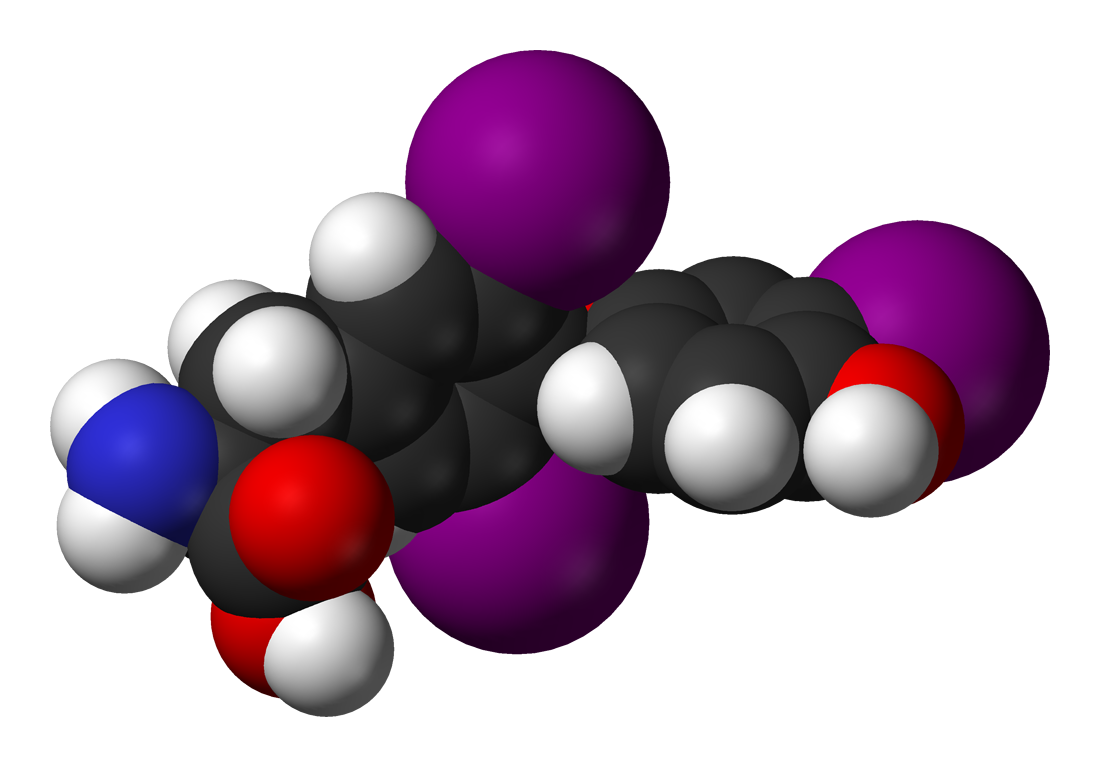
Tri-jodothyronine, T_{3}

Schildklierhormonen zijn hormonen die geproduceerd en afgescheiden worden door de schildklier.
De schildklier scheidt drie verschillende hormonen uit:
- thyroxine (T4)
- tri-joodthyronine (T3)
- calcitonine

T4 en T3 zijn op het aminozuur tyrosine gebaseerde hormonen die door de folliculaire cellen worden uitgescheiden. Het aminozuur tyrosine is eens gebonden aan 4 jodiumatomen (T4) en eens aan 3 jodiumatomen (T3). Calcitonine wordt door de C-cellen oftewel de parafolliculaire cellen geproduceerd.
T4/T3 en calcitonine hebben functioneel niets met elkaar te maken.

## Regulatie
Vanuit de hypothalamus wordt het thyrotropine-releasing hormoon (TRH) afgescheiden. Dit stimuleert de adenohypofyse om het thyreoïdstimulerend hormoon (TSH) af te scheiden. Het TSH zal op zijn beurt de aanmaak van de twee schildklierhormonen T3 en T4 stimuleren. De aanmaak van TSH zal daarbij de hypothalamus afremmen om meer TRH af te scheiden en de aanmaak van T3 en T4 zullen ervoor zorgen dat zowel de hypothalamus als de adenohypofyse afgeremd worden.